# Carol Beaumont
Carol Ann Beaumont (Hamilton, 6 d'octubre de 1960) és una política neozelandesa i diputada de la Cambra de Representants de Nova Zelanda des del març de 2013 i prèviament entre el novembre de 2008 i el novembre de 2011. És membre del Partit Laborista.

## Inicis

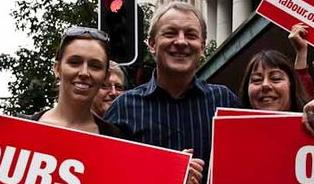
Beaumont (dreta) amb Jacinda Ardern i Phil Goff

Beaumont va néixer el 6 d'octubre de 1960 a Hamilton. Va créixer en una part rural de Waikato i va anar a l'escola a Hamilton i Tauranga. Es va graduar el 1981 de la Universitat de Waikato amb un B.Soc.Sc. El 1982 es va graduar amb un diploma que li permetia ser professor d'educació secundària.
Ha treballat pel Consell de Sindicats de Nova Zelanda, on fou presidenta en ser elegida el maig de 2003.

## Diputada
| Parlament de Nova Zelanda |      |                |        |           |
| Anys                      | Leg. | Circumscripció | Llista | Partit    |
| 2008-2011                 | 49   | Llista         | 28     | Laborista |
|                           |      |                |        |           |
| 2013-actualitat           | 50   | Llista         | 22     | Laborista |

En les eleccions de 2002 Beaumont fou candidata de llista, però no fou elegida.
En les eleccions de 2008 va ser escollida ser candidata pel Partit Laborista en la circumscripció electoral de Maungakiekie. Beaumont va perdre contra Sam Lotu-Iiga del Partit Nacional al rebre Beaumont 39,84% i Lotu-Iiga 45,55% del vot total. Al trobar-se 28a en la llista del Partit Laborista Beaumont fou elegida.
En les eleccions de 2011 Beaumont perdé de nou a Maungakiekie. Va rebre el 40,57% del vot contra el 49,88% de Lotu-Iiga. En ser en la 22a posició del Partit Laborista i el baix rendiment d'aquest partit en les eleccions, no fou elegida. El seu alt posicionament, però, significava que es trobaria següent en la llista electoral al dimitir un diputat de llista. Així va ser el març de 2013 al dimitir Charles Chauvel, permetent a Beaumont esdevenir diputada de nou.